# Delphine Manceau
Delphine Manceau, née le 12 juillet 1970, est Directrice générale de NEOMA Business School.
Enseignante-chercheuse dans le domaine du marketing et de l'innovation, elle a publié de nombreux ouvrages de recherche et des articles sur le sujet. Depuis la 10ème édition publiée il y a 16 ans, Delphine Manceau réalise l’édition francophone du best-seller mondial en marketing Marketing-Management de Philip Kotler diffusé en France, en Belgique, en Suisse et au Québec. 
Delphine Manceau a fondé l'Institut pour l’Innovation et la Compétitivité i7 avec Pascal Morand et occupe des rôles clés dans plusieurs institutions d’enseignement supérieur. Elle est Présidente de la banque d’épreuves Ecricome, Vice-Présidente de la banque d’épreuves SESAME , et Vice-Présidente de la commission Amont au sein de la Conférence des Grandes Ecoles, instance de réflexion sur les différentes modalités de recrutement des grandes écoles. 
À l'international, elle est Chair de l’European Advisory Council (EAC) de l’organisme d’accréditation AACSB et, au sein de l’EFMD, membre du Comité EQUIS (European Quality Improvement System, système d'accréditation spécialisé dans les écoles de commerce ou de management). Elle a également été membre du Comité d'experts RISE auprès du Commissaire européen à la recherche, à l'innovation et à la science, Carlos Moedas, lors de la précédente Commission (2014-2019).
Elle a longtemps travaillé à ESCP Europe comme Professeur, Directrice académique (chargée du programme Grande Ecole et des programmes diplômants), puis Directrice de la Division Corporate (Executive Education et Partenariats entreprises).
Delphine Manceau a également été directrice générale de l'EBS Paris.

## Formation
Delphine Manceau est diplômée d'ESCP Europe, titulaire d’un doctorat ès Sciences de Gestion d’HEC Paris et a effectué un post-doc en marketing à la Wharton School (University of Pennsylvania, USA). Elle est titulaire du diplôme d’habilitation à diriger des recherches (HDR) de l’Université de Grenoble-Alpes.

## Carrière Académique
Delphine Manceau a commencé sa carrière en tant que Professeur à ESCP Europe, où elle a réalisé des recherches et des enseignements sur le marketing et sur l'innovation. Elle a écrit plusieurs ouvrages sur ces sujets, dont Marketing Management (avec Philip Kotler, Kevin Keller et Aurélie Hémonnet, actuellement à sa 16e édition) et Marketing de l'innovation (avec Emmanuelle Le Nagard et Sophie Morin-Delerm, 3e édition). Elle a également publié des articles dans des revues scientifiques telles que Journal of Product Innovation Management, International Journal of Research in Marketing, International Journal of Industrial Organisation, Recherche et Applications en Marketing, Décisions Marketing, Revue Française de Gestion, Creativity and Innovation Management, Customer Needs and Solutions, Journal of Innovation Economics & Management.
Entre 2005 et 2008, elle est directrice académique de ESCP Europe : elle dirige le programme Grande Ecole et l'ensemble des programmes diplômants (Master in European Business (MEB), mastères spécialisés, MBA). Elle conçoit une nouvelle architecture du programme Grande École et met en place les nouveaux concours d’entrée européens à la suite du processus de Bologne.
Entre 2011 et 2016, Delphine Manceau dirige la division Corporate de ESCP Europe, qui englobe les activités en relation avec les entreprises sur les cinq campus européens de l’École : les formations « Executive » à destination des managers, Executive MBA et les partenariats entreprises.
En 2016, elle devient Directrice générale de l'European Business School EBS Paris. La politique de développement de l'école est fondée sur l'affirmation de son identité internationale et sur une orientation autour des axes EDIC (Entrepreneuriat, Digital, Innovation, Créativité). L'Ecole se lance dans plusieurs accréditations internationales et renforce sa visibilité.
Depuis 2017, Delphine Manceau est Directrice Générale de NEOMA Business School. Six ans après la fusion entre Rouen Business School et Reims Management School, son objectif est de construire et déployer un nouveau plan stratégique pour l’Ecole et de conduire la transformation de NEOMA, notamment autour de l’international, de la recherche, du digital et de l’innovation pédagogique. L’arrivée de Delphine Manceau et du nouveau Président Michel-Edouard Leclerc insufflent une nouvelle dynamique à NEOMA Business School, qui affiche désormais l’ambition d’être le challenger innovant des plus grandes Business Schools internationales.
Sur proposition du Premier ministre, elle a été élevée au rang de chevalier de la Légion d’honneur à la suite d'un décret du 31 décembre publié au Journal officiel le 1er janvier 2020.
Elle est mariée et a deux enfants.

## Responsabilités publiques
Delphine Manceau a été membre du comité d'experts au sein du groupe RISE (Recherche, Innovation et Science) auprès du Commissaire Européen à la recherche, à l'innovation et à la science, Carlos Moedas, entre 2015 et 2019.
En 2009, elle s'est consacrée à la rédaction du rapport Pour une nouvelle vision de l’innovation, commandé par Christine Lagarde, alors ministre de l’Économie, de l’Industrie et de l’Emploi, et écrit avec Pascal Morand. À la suite de ce rapport, elle fonde puis dirige l’Institut pour l’Innovation et la Compétitivité i7, Think Tank académique qui analyse les nouvelles pratiques d’innovation des entreprises et leur impact sur la compétitivité.

## Autres activités
Delphine Manceau est Chair de l’European Advisory Council (EAC) de l’AACSB, premier organisme d'accréditation américain des programmes d'enseignement supérieur en gestion, et membre du Comité EQUIS (European Quality Improvement System, système d'accréditation spécialisé dans les écoles de commerce ou de management) de l’EFMD.
Elle est également Présidente de la banque d’épreuves Ecricome, Vice-Présidente de la banque d’épreuves SESAME, Vice-Présidente de la commission Amont au sein de la Conférence des Grandes Ecoles, instance de réflexion sur les différentes modalités de recrutement des grandes écoles, membre du Conseil académique de l’Institut français de la mode (IFM) , du Conseil stratégique de l'ESC Troyes et du Conseil d’Administration de l’école In&Ma (ex IPI à Châlons-en-champagne). Elle a fait partie du Conseil d’administration de l'Association française du marketing (AFM), après en avoir été vice-présidente des publications (2008-2010) et avoir été co-rédactrice en chef de la revue Décisions Marketing (2003-2007).
Elle est membre du comité de lecture de plusieurs revues scientifiques.
Spécialiste de marketing et d’innovation, elle a réalisé des missions de conseil pour différentes entreprises et été pendant plusieurs années administratrice indépendante de la société Meilleur Taux7.
Elle est coauteur avec Stéphanie Dameron du rapport FNEGE : « Accréditations, certifications, habilitations, classements… L’impact des évaluations externes sur les stratégies des établissements d’enseignement supérieur de gestion et sur l’évolution de l’enseignement supérieur de la gestion en France » (2011). Elle a également contribué à plusieurs autres rapports pour la FNEGE, notamment « La compétitivité de la France - Présent et futur » « Repenser la formation des managers » et « L’évaluation des enseignants-chercheurs en sciences de gestion ».

## Développer la culture de l'innovation
Delphine Manceau est passionnée par l’innovation et y a consacré de nombreux travaux. En 2009, elle a écrit avec Pascal Morand le rapport « Pour une nouvelle vision de l’innovation » commandé par Christine Lagarde, alors ministre de l’Économie, de l’Industrie et de l’Emploi. Ce rapport mettait en évidence la nécessité de stimuler davantage la capacité d’innovation des entreprises françaises et européenne, grâce à une vision globale de l’innovation qui aille au-delà de la technologie et des investissements en R&D. L’idée est de développer une culture de l’innovation, en favorisant la créativité et en intégrant les innovations d’usage et de modèle économique. L’éducation a un rôle clé à jouer pour faire évoluer les mentalités et encourager la créativité et la prise de risque.
Delphine Manceau s’intéresse également à l’open innovation et aux nouvelles manières d’innover des entreprises, aux pratiques marketing permettant d’appréhender les marchés qui n’existent pas encore, aux nouveaux modèles économiques, ainsi qu’aux liens entre marketing et design.

## Publications

### Ouvrages
- Marketing Management, 16e édition, avec P. Kotler, K. Keller et A. Hémonnet, Pearson Education, 2019 ; 15ème édition en 2015 ; 14e édition en 2011 ; 13e édition en 2009 ;12e édition en 2006 ; 11e édition en 2003.
- Marketing de l’innovation, avec E. Le Nagard et S. Morin, Dunod - Gestion Sup, 3e édition, 2015.
- Pour une nouvelle vision de l’innovation, avec P. Morand, La Documentation Française, 2009.
- Marketing des nouveaux produits, avec E. Le Nagard, Dunod - Gestion Sup, 2005, 330 p., ouvrage lauréat de la médaille de l’Académie des Sciences Commerciales en 2006.
- De l'idée au marché : Innovation et lancement de produits (ed.), coordination de cet ouvrage collectif en collaboration avec A. Bloch, Vuibert, 2000, 404 p.

### Chapitres d’ouvrages
- Open innovation: the need for a new policy narrative (avec F. Veloso, C. Tucci, R. Verganti, D. Tataj, A. Hvid, S. Morais), Commissioner C. Moedas (ed.), Europe’s Future: Open Innovation, Open Science, Open to the world – Reflections of the RISE Group, European Commission, 2017, pp.123-154.
- Branding: At the heart of the relationship between product marketing and design (avec A. Hemonnet-Goujot), C. McIntyre (ed.), Multi-Channel Marketing, Branding and Retail Design: New Challenges and Opportunities, Emerald, 2016, pp.3-30.
- Dérives et transformation du marketing de l’innovation (avec E. Le Nagard), MH. Fosse-Gomez (ed.), Les paradoxes du marketing, Eyrolles, 2011, p. 85–102.
- Comment développer la capacité d’innovation des entreprises ?, A. Bloch et Sophie Morin-Delerm (ed.), Innovation et Création d’entreprise : De l’idée à l’organisation, Éditions Eska, 2011.
- Time and innovation : explicit trade-offs, Handbook of Top Management Teams, F. Bournois, J. Duval-Hamel, S. Roussillon, et JL. Scaringella (ed.), Palgrave, 2010 ; édition française : Temps et innovation : des arbitrages explicités, Comités exécutifs : Voyage au cœur de la dirigeance, Eyrolles, 2007, p. 281–298.
- Innover et développer de nouveaux produits, Le Marketeur, C. Michon (ed.), Pearson Education, 3e édition, 2010, p. 219–246 ; 1re édition parue en 2003 et 2e édition en 2006.
- La responsabilité de l'entreprise et du dirigeant (avec L. Rapp), Le nouveau visage des dirigeants du CAC 40, Le Cercle de l'entreprise et du management, PL. Dubois (ed.), Pearson Village Mondial, 2008, p. 157–179.
- Croissance et création de valeur par les nouveaux produits, L'art de la croissance, ESCP-EAP et Bain &Company, Les Echos Éditions et Pearson Village Mondial, 2007, p. 167–169.
- Lancement de nouveaux produits, Encyclopédie de l’innovation, P. Mustar et H. Penan (ed.), Economica, 2003, p. 281–298.

### Articles
- Drivers and Pathways of New Product Development Success in the Marketing – External Design Relationship (avec A. Hemonnet-Goujot et C. Abecassis-Moedas), Journal of Product Innovation Management, 2018, vol.36, n°2, pp.196-223.
- Crowdsourcing vs Design Thinking : Une étude comparative de deux démarches d’innovation externe dans la phase d’idéation (avec A. Hémonnet-Goujot et J. Fabbri), Décisions Marketing, 2016, no 83, pp. 123–138.
- Intégrer les émotions dans le développement de nouveaux produits – Application à l’automobile (avec N. Herbeth et F. Charue-Duboc), Revue Française de Gestion, 2016, no 255, pp. 89–103
- Enter the Open Innovation Management Matrix (avec J. Fabbri et V. Moatti), Gestion 2000, 2016, vol.33, n°4, pp.77-92.
- Reflections in favor of a holistic approach for innovation in economics and management (avec P. Morand), Journal of Innovation Economics & Management, 2014, no 15, vol.3, pp. 101–115.
- A diffusion model for preannounced products (avec J. Eliashberg, V. Rao et M. Su), Customer Needs and Solutions, 2013, DOI 10.1007/s40547-013-0003-7.
- Eclairages sur le marketing de demain : prises de décisions, efficacité et légitimité (avec B. Pras, F. Salerno, C. Bénavent, P. Volle, JF. Trinquecoste, E. Vernette, E. Tissier Desbordes), Décisions Marketing, 72, 2013, p.17-42.
- Key Resources and Internationalization Modes of Creative Knowledge-Intensive Business Services : The Case od Design Consultancies (avec C. Abecassis-Moedas, S. Ben Mahmoud-Jouini, C. Dell’Era, R. Verganti), Creativity and Innovation Management, no 3, 2012, p.315-331.
- "Open innovation: Putting external knowledge to work" (avec PF. Kaltenbach, L. Bagger-Hansen, V. Moatti, J. Fabbri), Supply Chain Management Review, 2012, pp. 42-49.
- L'open innovation ouvre la voie à de nouvelles pratiques (avec V. Moatti, J. Fabbri, PF. Kaltenbach et L. Bagger-Hansen), L’Expansion Management Review, mars 2012.
- Le tabou, un concept peu exploré en marketing (avec O. Sabri et B. Pras), Recherche et Applications en Marketing, vol%, no 1, 2010, p. 59–86.
- Stimuler l’innovation pour préparer la reprise, L’Expansion Management Review, no 137, 2010, p. 10–19.
- L’innovation au sens large, Sociétal, Dossier « Économie de la connaissance », no 66, 2009, p. 51–58.
- Les stratégies de lancement de nouveaux produits dans le secteur des télécommunications : le cas de l’iPhone d’Apple (avec M. Dahan et L. Geffroy), Revue Française du Marketing, no 222, 2009, p. 83–97.
- Are sex and death taboos in advertising? An Analysis of taboos in advertising and a survey of French consumer perceptions (avec E. Tissier-Desbordes), International Journal of Advertising, vol. 25, no 1, 2006, p. 9–33.
- La réception de la représentation de la nudité en publicité : provocation ou esthétisme ? (avec E. Tissier-Desbordes), Revue Française du Marketing, no 201, mars 2005, p. 85–100.
- Modelling the impact of product preannouncements in the context of indirect network externalities (avec E. Le Nagard), International Journal of Research in Marketing, vol.18, no 3, septembre 2001, p. 203–219.
- Les délais d'annonce des nouveaux produits : une analyse empirique des déterminants, Recherche et Applications en Marketing, 2000, vol. 15, no 4, p. 1–20.
- Persuasive advertising in Hotelling’s model of product differentiation (avec F. Bloch), International Journal of Industrial Organization, 1999, vol. 17, p. 557–574.
- La perception des tabous dans la publicité (avec E. Tissier-Desbordes), Décisions Marketing, janvier-avril 1999, vol. 16, p. 17–23.
- Les effets des annonces préalables de nouveaux produits sur le marché - État des connaissances et propositions théoriques, Recherche et Applications en Marketing, automne 1996, vol. 11, no 3, p. 39–55.
- La recherche sur la satisfaction des clients, présentation et commentaire d'un choix d'articles sur 30 ans de recherche (avec J. Lévy), Revue Française de Marketing, mars 1994, no 144-145, p. 101–123.
- Une analyse micro-économique des systèmes de prix fixe pour le livre - Mise en perspective théorique (avec L. Maruani et E. Le Nagard), Les Cahiers de l’Économie du Livre, mars 1993, no 9, p. 136–149.

### Rapports
- “Innovation + Développement Durable = Nouveaux Business Models” (avec P. Acosta, A. Acquier, O. Delbard, V. Carbone, J. Fabbri, F. Gitiaux, C. Ronge), rapport de l’Institut pour l’Innovation et la Compétitivité i7, 2013.
- “Accréditations, certifications, habilitations, classements… L’impact des évaluations externes sur les stratégies des établissements d’enseignement supérieur de gestion et sur l’évolution de l’enseignement supérieur de la gestion en France ” (avec S. Dameron), rapport FNEGE, décembre 2011.
- “Open Innovation: what’s beyond the buzzword?” (avec V. Moatti, J. Fabbri, PF. Kaltenbach et L. Bagger-Hansen), rapport de l’Institut pour l’Innovation et la Compétitivité i7, novembre 2011.